# L'Homme et la Mer
L'Homme et la Mer est un poème de Charles Baudelaire contenu dans la section Spleen et Idéal de son recueil Les Fleurs du mal.
Il est composé de quatre quatrains avec des rimes embrassées.

## Postérité
Le poème a été adapté en bande dessinée chez les éditions Petit à Petit dans leur collection Poèmes en bandes dessinées.  
Le poème est lu par Daniel Mesguich dans un CD audio.